# Кружок Волынского

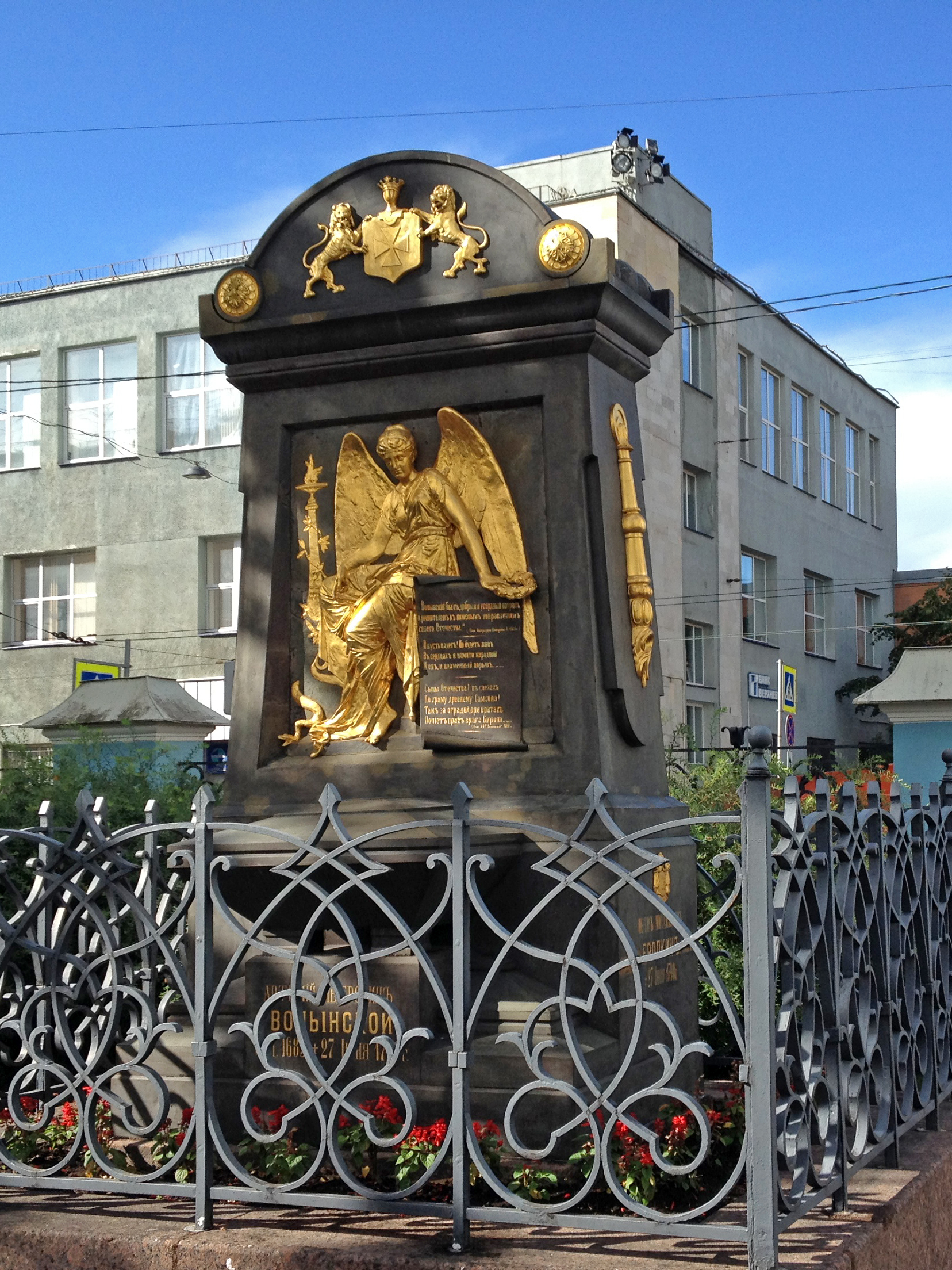
Памятник у Сампсониевского собора в Петербурге, на могиле казнённых в 1740 году участников заговора против Бирона — А. П. Волынского, П. М. Еропкина и А. Ф. Хрущова (скульптор А. Опекушин).
Был поставлен в 1885 году под названием «Врагам Бирона»

Кружок Волынского — группа противников бироновщины времён правления императрицы Анны Ивановны.
Кружок сложился в 1730-х годах вокруг кабинет-министра А. П. Волынского. Ядро его составляли представители старинных русских дворянских фамилий: Ф. И. Соймонов, П. М. Еропкин, А. Ф. Хрущёв, В. Н. Татищев, П. И. Мусин-Пушкин и др.
Члены кружка, собиравшиеся в доме Волынского на углу Большой Конюшенной и Волынского переулка, обсуждали проекты внутреннего переустройства, выступали за устранение от власти немцев-временщиков, укрепление политических позиций дворянства, ограничение самодержавия посредством дворянского представительства; рассматривались проекты улучшения торговли, финансов, просвещения.
А. И. Остерман и Э. И. Бирон весной 1740 года добились ареста Волынского и его сторонников. Члены кружка были заключены в Петропавловскую крепость, подвергнуты пыткам; 27 июня 1740 года Волынский, Хрущёв и Еропкин были казнены, остальные — отправлены в ссылку.

## Источник
- Ред. коллегия: Белова Л. Н., Булдаков Г. Н., Дегтярев А. Я. и др. Волынского кружок // Санкт-Петербург. Петроград. Ленинград: Энциклопедический справочник. — М.: Большая Российская Энциклопедия. — 1992. // Санкт-Петербург. Петроград. Ленинград: Энциклопедический справочник. — М.: Большая Российская Энциклопедия, 1992.